# Hrabia Fortescue

## Informacje ogólne
- Dodatkowymi tytułami hrabiego Fortescue są:
  - wicehrabia Ebrington
  - baron Fortescue
- Najstarszy syn hrabiego Fortescue nosi tytuł wicehrabiego Ebrington
- Rodową siedzibą hrabiów Fortescue jest Ebrington Manor niedaleko Chipping Campden w hrabstwie Gloucestershire

Baronowie Fortescue 1. kreacji (parostwo Wielkiej Brytanii)
- 1746–1751: Hugh Fortescue, 1. hrabia Clinton i 1. baron Fortescue
- 1751–1785: Matthew Fortescue, 2. baron Fortescue
- 1785–1841: Hugh Fortescue, 3. baron Fortescue

Hrabiowie Fortescue 1. kreacji (parostwo Wielkiej Brytanii)
- 1786–1841: Hugh Fortescue, 1. hrabia Fortescue
- 1841–1861: Hugh Fortescue, 2. hrabia Fortescue
- 1861–1905: Hugh Fortescue, 3. hrabia Fortescue
- 1905–1932: Hugh Fortescue, 4. hrabia Fortescue
- 1932–1958: Hugh William Fortescue, 5. hrabia Fortescue
- 1958–1977: Denzil George Fortescue, 6. hrabia Fortescue
- 1977–1993: Richard Archibald Fortescue, 7. hrabia Fortescue
- 1993 -: Charles Hugh Richard Fortescue, 8. hrabia Fortescue